# Дуйсекеев, Кенес Дуйсекеевич
Кенес Дуйсекеев (10 февраля 1946, Кызылординская область — 9 июля 2020) — советский и казахстанский композитор, Заслуженный деятель искусств Республики Казахстан (1994).

## Биография
Родился 10 февраля 1946 года в селе Пиримов Казалинского района Кызылординской области. Происходит из рода торткара племени алимулы.
После окончания школы приезжает в Алма-Ату и поступает в Алматинскую государственную консерваторию им. Курмангазы по классу композиции профессора А. В. Бычкова. В 1974 году окончил консерваторию.
В 1974—1976 годах музыкальный руководитель и главный дирижёр Республиканского молодежно-эстрадного ансамбля «Гульдер».
В 1976—1979 годах музыкальный руководитель гастрольно-концертного объединения «Казахконцерт».
В 1975—1984 годах главный редактор музыкальных программ Гостелерадио КазССР.
В 1984—1997 художественный руководитель и главный дирижёр Казахского эстрадно-симфонического оркестра телевидения и радио.
С 1997 года художественный руководитель «Казахконцерта».

## Творчество
Автор симфонии «Толғау» (1984), симфонической поэмы-картины «Жалаңтөс батыр» (1996), кантаты «О, дүние» (1997), цикла романсов «Времена года» (1991), мюзиклов «Мәди», «Аққу Жібек», оперетты «Алдар көсе», произведений для камерного оркестра, сонат, рапсодий, вариаций.
Среди его сочинений для камерного оркестра «Утро на джайляу», «Кочевье», capella «О, туған жер» и другие. Успешным можно назвать творческий тандем композитора и популярного в Казахстане поэта песенника Шомишбая Сариева. Вместе они создали песенный сборник «Сәлем саған, туған ел» («Привет тебе, родной народ»), песню «Еркеледің сен» («Баловница моя»). Роза Рымбаева исполнила на всесоюзном конкурсе «С песней по жизни», а «Балладу о домбре» — на международном конкурсе в Стамбуле. «Сәлем саған, туған ел» прочно вошла в репертуар многих популярных исполнителей современности. В частности песни композитора исполняют певица, народная артистка Казахской ССР Роза Рымбаева и Нагима Ескалиева. Кенес Дуйсекеев является автором музыки ко многим фильмам и театральным постановкам. Музыкальные произведения Кенеса Дуйсекеева исполняются на многих сценах и конкурсах. Вместе с Шомишбаем Сариевым они работали семь лет, стали близкими друзьями, создали песенный сборник «Сәлем саған, туған ел» («Привет тебе, родной народ»). Песню «Еркеледің сен» («Баловница моя») Роза Рымбаева исполнила на всесоюзном конкурсе «С песней по жизни», а «Балладу о домбре» — на международном в Стамбуле. Кенес Дуйсекеев стал наставником для ещё одного известного композитора и барда Насера Кульсариева и помог ему создать группу «Улан».

## Награды
- 1994 — Присвоено почётное звание «Заслуженный деятель Республики Казахстан» (за заслуги в развитии отечественной культуры и искусства)
- 1998 — Медаль «Астана» (17.08.1998)
- 2005 — Орден «Курмет»[3]
- 2013 — Почётный гражданин Казалинского района
- 2014 — Орден Парасат (за большой вклад в развитие отечественного музыкального искусства)[4]
- 2016 — Медаль «25 лет независимости Республики Казахстан»